# Weistroff
Der Weistroff (französisch ruisseau de Weistroff) ist ein gut zehn Kilometer langer Bach im Osten der ehemaligen Region Lothringen, nahe der Grenze zum Saarland. Er ist ein rechter und westlicher Zufluss der Remel. 
Bis zur Mündung des von links kommenden Ackertsbach wird der Bach auch Waldweistroff, anschließend bis zu der des ebenfalls von links kommenden Letzerbach auch ruisseau de Hargarten genannt. 

## Geographie

### Verlauf
Der Waldweistroff entspringt westlich des Dorfs Calembourg auf einer Höhe von 271 m.
Er umfließt das Dorf von Norden, läuft dann in Richtung Osten und wird südöstlich der Gemeinde Laumesfeld auf seiner linken Seite vom aus dem Nordnordwesten kommenden Ackertsbach verstärkt. Gut einen halben Kilometer bachabwärts fließt ihm südwestlich des zu Laumesfeld gehörenden Weilers Hargarten von rechts der ruisseau de Sillerey zu. Westlich des Dorfs  Waldweistroff nimmt er von links den Letzerbach auf. Er wechselt nach Südsüdosten und wird dann beim Finsterloch auf seiner rechten Seite vom ruisseau de St-Francois gespeist. Ab dort trägt der Bach die Bezeichnung Weistroff.
Der Weistroff mündet auf einer Höhe von  217 m von rechts in die Remel, welche etwa 6,2 km weiter abwärts die französisch-deutsche Grenze überquert und noch einmal 1,1 km weiter bei Niedaltdorf in die Nied mündet.

### Zuflüsse
- Ackertsbach (links), 2,8 km[4]
- Ruisseau de Sillerey (rechts), 3,0 km
- Letzerbach (links), 2,7 km[4]
- Ruisseau de St-Francois (rechts), 5,1 km

## Namensgeber
Der Bach ist namengebend für das östlich von Laumesfeld liegende Dorf Waldweistroff sowie den südlich gelegenen Wald Grand Bois de Waldweistroff.